# Capdenac-Gare
Capdenac-Gare è un comune francese di 4 650 abitanti situato nel dipartimento dell'Aveyron nella regione dell'Occitania.

## Società

### Evoluzione demografica
Abitanti censiti